# Charles Lechat
Pour les articles homonymes, voir Lechat.
Julien-Charles Lechat, né le 6 novembre 1825 à L'Aigle (Orne) et mort le 18 mai 1894 à Nantes, est un professeur de lettres, un industriel et un homme politique français, maire républicain de Nantes de 1874 à 1881.

## Biographie
Charles Lechat fait ses études secondaires comme élève boursier au lycée Louis-le-Grand, puis entre à l’École normale supérieure ; reçu à l’agrégation, il est nommé en 1849 professeur de lettres de 6e au lycée de Nantes.
En 1852, il épouse Alice Philippe, fille de l'industriel conserveur Charles-Georges Philippe, qui est protestant. Acceptant que son fils soit élevé dans la religion de sa femme, il va subir l'attaque des autorités catholiques, encore très présentes dans l'enseignement public et qui à cette époque, veulent limiter au maximum l'influence du protestantisme au lycée ; sur décision du ministre Fortoul, Charles Lechat est muté à Nancy à la rentrée 1855 ; à la suite d'une réaction des protestants nantais, assez nombreux parmi les industriels, avec notamment le maire Ferdinand Favre, il est mis en congé pour un an.
Il rejoint alors l'entreprise de fabrication de conserves alimentaires Philippe et Canaud et démissionne de l'enseignement. Reprenant la direction de la société, il devient juge au tribunal de commerce et membre de la Chambre de commerce de Nantes.
Il est élu conseiller municipal républicain en 1870, aux côtés de René Waldeck-Rousseau ; celui-ci se retirant en juin 1873 pour raisons de santé, Charles Lechat, premier adjoint, fait fonction de maire jusqu'en mars 1874, date de la nomination de René de Cornulier ; le 13 décembre, il est nommé maire et est installé le 23 décembre par le préfet Welche. Durant son mandant, il se consacre au développement de l'enseignement public et professionnel, avec notamment la création l'annexe du lycée de Nantes, l'actuel lycée Jules-Verne, et le lancement d'importants travaux (boulevards de ceinture, ponts de la Jonelière, Haudaudine, Général-de-la-Motte-Rouge, viaduc de la Chézine, le premier tramway, etc). Il démissionne en juillet 1881, ainsi que ses adjoints.
Il est également membre fondateur de la Société des sciences naturelles de l'Ouest de la France.
Il mourut à Nantes en 1894.
Son fils Louis poursuivra la carrière industrielle et sa fille Alice épousera Arthur Benoît (fils de Jules Benoît et conseiller général), qui reprendra la direction de la société Ch. Lechat - R. Philippe et Benoît.

## Hommage
Le nom de place Charles-Lechat, à Nantes, lui rend hommage.

## Publications
- Paroles prononcées sur la tombe du général Vinoy (1880)
- Discours prononcé à la distribution des prix du lycée... 5 août 1878 (1878)
- Rapport sur l'enseignement lu dans la séance du Conseil municipal du 9 mai 1873 (1873)
- De l'Imitation des anciens par les modernes (1855)